# Головки (Полтавский район)
Головки (укр. Головки) — село,
Нестеренковский сельский совет,
Полтавский район,
Полтавская область,
Украина.
Код КОАТУУ — 5324083707. Население по переписи 2001 года составляло 22 человека.

## Географическое положение
Село Головки находится в 7-и км от левого берега реки Ворскла,
примыкает к сёлам Гонтари и Марьевка.
Рядом проходит автомобильная дорога Т-1707.